# Brian Joubert
Brian Joubert (* 20. September 1984 in Poitiers) ist ein ehemaliger französischer Eiskunstläufer, der im Einzellauf startete. Er ist der Weltmeister von 2007 und der Europameister von 2004, 2007 und 2009.

## Persönliches
Brian Joubert wurde am 20. September 1984 in Poitiers als Sohn von Jean-Michel und Raymonde Joubert geboren. Im Alter von elf Monaten litt er an einer lebensbedrohlichen Krankheit, die zur Entfernung einer Niere führte. Wegen seiner Erkrankung entschied sich Joubert später für das Eiskunstlaufen anstatt für gefährlichere Sportarten, die er eigentlich vorzog. Brian Joubert (er bevorzugt die englische Aussprache seines Vornamens) begann im Alter von vier Jahren, gemeinsam mit seinen beiden älteren Schwestern, mit dem Eislaufen. Seine Schwestern widmeten sich dem Eistanz, aber Joubert interessierten vor allem die Sprünge und so wechselte er die Disziplin. Zwei Jahre später wurde er von Véronique Guyon entdeckt, bei der er die Grundlagen des Eiskunstlaufens lernte.
Joubert hatte 2004 eine kurze Beziehung mit Lætitia Bléger, einer ehemaligen Miss Frankreich. Er verklagte sie auf 40000 Euro, nachdem sie angedeutet hatte, er sei homosexuell und hätte die Beziehung nur arrangiert, um dies zu verheimlichen. Bléger und zwei Zeitungen, die dies gedruckt hatten, wurden zur Zahlung von 17000 Euro verurteilt. Joubert führte später eine kurze Beziehung mit der italienischen Eiskunstläuferin Valentina Marchei.
Joubert ist ein Motorsportfan und liebt Tiere, besonders Hunde. Im März 2006 veröffentlichte Joubert seine erste Biografie, „Le Feu sur la Glace“. Ein zweites Buch über ihn, mit dem Titel „Brian Joubert sur papier glacé“, erschien im Februar 2010. Joubert engagiert sich für Kinder, die am Williams-Beuren-Syndrom leiden und für Tierorganisationen. 2014 nahm er an der fünften Staffel der französischen Tanzshow Danse avec les stars teil und erreichte den dritten Platz. Im Jahr 2015 begann er, als Trainer zu arbeiten.

## Karriere
Joubert hatte keine besonders erfolgreiche Juniorenkarriere. Bei der Juniorenweltmeisterschaft 2000 belegte er den 15. Platz. 2001 wurde Joubert bei den französischen Meisterschaften Dritter. Dies brachte ihm die Teilnahme an den Europa- und Weltmeisterschaften sowie den Olympischen Spielen in Salt Lake City ein. Bei seinem Europameisterschaftsdebüt gewann er in Lausanne auf Anhieb die Bronzemedaille. Er beendete sein Weltmeisterschaftsdebüt auf dem 13. Platz und sein olympisches Debüt auf dem 14. Platz.

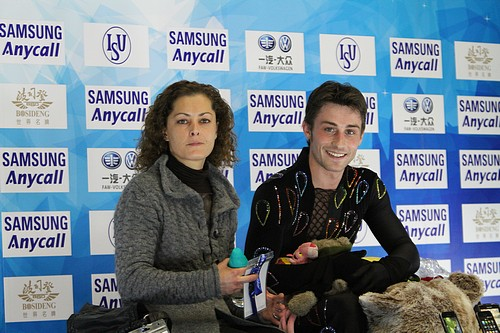
Brian Joubert mit seiner Trainerin Véronique Guyon, 2010

Bereits in der nächsten Saison wurde Joubert erstmals französischer Meister. Es war der erste von sechs nationalen Titeln in Folge. Er gewann mit Skate America seinen ersten Grand-Prix-Wettbewerb. Dabei profitierte er von der verletzungsbedingten Aufgabe von Alexei Jagudin. Joubert qualifizierte sich erstmals für das Grand-Prix-Finale und konnte die Bronzemedaille erringen. Bei der Europameisterschaft 2003 in Malmö gewann Joubert die Silbermedaille und beendete die Weltmeisterschaft auf dem sechsten Platz. Im Sommer trennte er sich von seiner langjährigen Trainerin Véronique Guyon. Sein neuer Trainer wurde Laurent Depouilly.
Der große Durchbruch gelang Joubert im Jahr 2004, als er als amtierender französischer Meister in Budapest Europameister wurde. Es war der erste Titel für Frankreich in der Herrenkonkurrenz seit 40 Jahren und das erste Mal seit 1996, dass kein Russe siegte. Bei der Weltmeisterschaft in Dortmund gewann Joubert mit Silber hinter Jewgeni Pljuschtschenko, den er bei der EM noch bezwungen hatte, seine erste WM-Medaille.
Im Januar 2005 beendete Joubert seine Zusammenarbeit mit seinem Trainer Laurent Depouilly, die knapp ein Jahr gedauert hatte. Als Grund gab man ein gestörtes Vertrauensverhältnis an. Während dieser Zeit wurde er auch vom ehemaligen Olympiasieger Alexei Jagudin beraten, der wiederum die Zusammenarbeit beendete, da er sich nicht mit Jouberts Choreografen Nikolai Morosow verstand. Joubert wechselte 2005 wieder zu seiner ersten Trainerin Véronique Guyon, trennte sich jedoch sehr bald wieder von ihr wegen Meinungsverschiedenheiten. Andrei Berezintsev wurde sein neuer Trainer. 2005 konnte Joubert seinen EM-Titel nicht verteidigen. Er wurde Zweiter hinter Pljuschtschenko. Bei der Weltmeisterschaft reichte es nur zum sechsten Platz.
2006 musste sich Joubert bei der Europameisterschaft mit der Bronzemedaille hinter Pljuschtschenko und Stéphane Lambiel begnügen. Seine zweiten Olympischen Spiele, bei denen er als Mitfavorit gehandelt worden war, beendete er in Turin auf dem sechsten Platz. Bei der Weltmeisterschaft gewann er hinter Lambiel die Silbermedaille. Nachdem Joubert in der Saison 2005/06 mit Andrei Berezintsev zusammengearbeitet hatte, wurde er seit Oktober 2006 von Jean-Christophe Simond trainiert.
Die Saison 2006/2007 wurde die erfolgreichste in Jouberts Karriere. Er gewann alle Wettbewerbe, an denen er teilnahm. Er siegte beim Cup of Russia und der Trophée Eric Bompard, qualifizierte sich damit für das Grand-Prix-Finale in Sankt Petersburg und gewann auch dies. Nachdem er zum fünften Mal in Folge französischer Meister geworden war, gewann Joubert die Goldmedaille bei der Europameisterschaft in Warschau und wurde in Tokio Weltmeister.

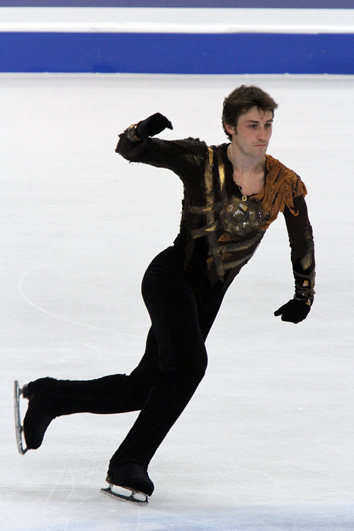
Joubert bei der Weltmeisterschaft 2010

In der Saison 2007/08 gewann Joubert erstmals bei Skate Canada, musste aber bei der Trophée Eric Bompard aufgrund einer Erkrankung aufgeben. Bei der Europameisterschaft gewann er die Bronzemedaille und bei der Weltmeisterschaft die Silbermedaille hinter Jeffrey Buttle. 2008/09 hatte er sich für das Grand-Prix-Finale qualifiziert, musste aber wegen einer Rückenverletzung zurückziehen. Auch bei den nationalen Meisterschaften konnte er nicht antreten. Außerdem ersetzte er sein Kürprogramm durch ein Neues inmitten der Saison. Trotz alldem wurde er in Helsinki zum dritten Mal in seiner Karriere Europameister. Bei der Weltmeisterschaft führte er nach dem Kurzprogramm, machte aber Fehler in seiner Kür und fiel auf den Bronzerang zurück. Nach diesem für ihn enttäuschenden Ergebnis trennte er sich von Jean-Christophe Simond und trainierte fortan wieder mit seinem ehemaligen Trainer Laurent Depouilly, der im Mai 2010 jedoch seinen Trainerjob aufgab. Er heuerte dann erneut Véronique Guyon als Trainerin an.
In der Saison 2009/10 gewann Joubert erstmals die NHK Trophy. Er qualifizierte sich für das Grand-Prix-Finale, konnte daran aber wegen einer ernsthaften Fußverletzung, die eine Operation erforderte, nicht teilnehmen. Er verpasste abermals die nationalen Meisterschaften und viele Wochen Training. Bei der Europameisterschaft lief er im Kurzprogramm dennoch eine neue persönliche Bestleistung, fiel durch Fehler in der Kür jedoch auf den dritten Platz zurück. Zu seinen dritten Olympischen Spielen ging Joubert abermals als Mitfavorit auf den Olympiasieg. Dort lieferte er eine desaströse Leistung und erreichte lediglich den 16. Platz. Er kommentierte dies folgendermaßen: „Es ist wieder mal eine Enttäuschung bei den Olympischen Spielen. Diese Spiele haben mich geschafft. Ich kann es einfach nicht bei den Olympischen Spielen. Jedesmal läuft es schief. Ich weiß nicht warum. Ich kann es nicht erklären.“ Um für die Weltmeisterschaft nominiert zu werden, musste Joubert sogar eine Ausscheidung laufen. Für die Weltmeisterschaft qualifiziert, schaffte er aber ein beeindruckendes Comeback. Im Kurzprogramm landete er erfolgreich eine Vierfach-Toeloop-Dreifach-Toeloop-Kombination und beendete dieses Segment auf dem dritten Platz. In der Kür stand er zwei weitere vierfache Toeloops, machte aber einige kleinere Fehler, so dass es am Ende die Bronzemedaille wurde. Joubert sagte später, dass er sehr stolz auf diese Leistung sei und sein Hauptziel erreicht habe, welches darin bestand, wieder Selbstvertrauen herzustellen.
In der Saison 2010/11 musste er bei der Trophée Eric Bompard wegen einer Gastroenteritis aufgeben und qualifizierte sich somit nicht für das Grand-Prix-Finale. Bei den französischen Meisterschaften war er aber wieder genesen und gewann seinen siebten Titel. Bei der Europameisterschaft 2011 lag er nach einem fehlerhaften Kurzprogramm nur auf dem siebten Platz, lief dann aber die beste Kür und sicherte sich somit noch die Silbermedaille hinter seinem Landsmann Florent Amodio. Damit hatte Joubert zum zehnten Mal in Folge bei einer Europameisterschaft auf dem Podium gestanden. Dies war vor ihm nur Karl Schäfer im Zeitraum von 1927 bis 1936 gelungen. Mit insgesamt zehn EM-Medaillen zog Joubert außerdem gleich mit Ulrich Salchow und Karl Schäfer, die es ebenfalls auf zehn Medaillen brachten.
Bei der Weltmeisterschaft in Moskau schwächelte Joubert im Kurzprogramm wie schon bei der EM zuvor, er machte einen Fehler bei einem einer Kombination zugehörigen Vierfachsprung und landete auf dem neunten Rang. Erneut gelang ihm danach eine starke Vorstellung in der Kür, diese reichte allerdings nicht mehr, um ihn auf das Podium zu bringen. Er wurde Achter und verfehlte damit erstmals seit 2005 eine WM-Medaille. Bereits in der Vorbereitung zur WM hatte Joubert Probleme mit seinem linken Knie gehabt und dafür Injektionen bekommen, die allerdings keine Linderung brachten. Joubert suchte mehrere Spezialisten auf, die ihm von einer Operation abrieten, wenn er seine Sprungstärke nicht gefährden wollte. Deshalb entschied er sich für eine strikte Diät und speziellen Übungen, um seine Muskulatur wiederherzustellen.
In der Saison 2011/12 konnte Joubert aufgrund von Rückenproblemen keine Grand-Prix-Wettbewerbe bestreiten. Obwohl noch angeschlagen, trat er bei den französischen Meisterschaften an und sicherte sich seinen achten nationalen Titel. Bei der Europameisterschaft jedoch schaffte es Joubert als Achter erstmals in seiner Karriere nicht, das Podium zu erreichen. Besser lief es aber bei der Weltmeisterschaft in Nizza. Vor heimischen Publikum zeigte er das beste Kurzprogramm seit zwei Jahren und erreichte auch eine persönliche Bestleistung in der Kür sowie der Gesamtleistung. Er zeigte sich in beiden Segmenten solide in den Sprüngen und blieb frei von Stürzen. Lediglich für zwei Sprünge bekam er in der Kür Abzüge wegen zu geringer Rotation und inkorrekter Landung. Für seine Kür kehrte er zu seiner bewährten Kürmusik zu Matrix zurück. Nach der Kür, die vom euphorischen Heimpublikum getragen wurde, fiel Joubert auf die Knie und küsste das Eis. Bei seiner elften Weltmeisterschaftsteilnahme verpasste Joubert eine siebte Medaille nur wegen der herausragenden Leistung von Yuzuru Hanyū, als Vierter war der Franzose allerdings bester Europäer. Er bezeichnete die Heim-WM als Höhepunkt seiner Karriere und gab an, weitermachen zu wollen.
In der Saison 2012/13 meldete Joubert für den Cup of China und die Trophée Eric Bompard. Nach dem Kurzprogramm beim Cup of China gab er aufgrund von Bauchschmerzen und Fieber auf. Obwohl er sich noch nicht vollkommen erholt hatte, ging er beim nächsten Wettbewerb wieder an den Start und beendete ihn auf dem vierten Platz. Wegen einer Grippeerkrankung sagte Joubert seine Teilnahme an den französischen Meisterschaften ab. Bei der Europameisterschaft wurde er Vierter. Die Weltmeisterschaft beendete er auf dem neunten Platz.
In der Saison 2013/14 gewann Joubert bei den Französischen Meisterschaften die Silbermedaille hinter Florent Amodio. Er belegte den 8. Platz bei den Europameisterschaften 2014; an den Weltmeisterschaften nahm er nicht teil. Er beendete seine Wettbewerbskarriere mit den Olympischen Winterspielen 2014 in Sotschi. Nach einem erfolgreichen Kurzprogramm lag er auf Platz 7, in der Kür erreichte er wegen einige Fehler nur Platz 14. In der Gesamtwertung belegte er den 13. Platz. Joubert zeigte sich zufrieden mit seinem Ergebnis, als er unmittelbar nach der Kür bekanntgab, dass dies sein letzter Wettbewerb im Einzellauf gewesen sei. Er hoffe aber, als Trainer zu den Olympischen Spielen zurückzukehren.
Nach den Olympischen Spielen verfolgte Joubert eine Zeitlang ein Training im Paarlauf. Er trainierte zuerst in der von Jean-François Ballester gegründeten Eislaufschule in Caen, die Darja Popowa und Bruno Massot hervorgebracht hatte. Im Anschluss ging er nach Moskau und setzte sein dort sein Paarlauf-Training mit Katarina Gerboldt unter der Anleitung von Oleg Wassiljew fort. Er gab an, sehr motiviert zu sein, seine Karriere im Paarlauf fortzusetzen, die Entscheidung aber von seiner Gesundheit abhängig zu machen. Dies rief Gerüchte hervor, Joubert habe vor, für Russland anzutreten, die Joubert und sein Umfeld dementierten. Joubert entschied sich schließlich gegen eine weitere Wettbewerbskarriere und trat nie in einem Wettbewerb im Paarlauf an.

### Karriere als Trainer
Im Jahr 2015 begann Joubert, als Trainer zu arbeiten; sein erster Spitzenläufer war Romain Ponsart. Inzwischen betreibt er in seiner Heimatstadt Poitiers seine eigene Trainingsschule Brian Joubert Poitiers Glace. Er trainiert Léa Serna und Landry Le May, die beide im internationalen Wettbewerb Frankreich vertreten. Von 2017 bis 2021 trainierte er den späteren Französischen Meister Adam Siao Him Fa.

## Technik und Stil
Joubert ist bekannt für seine starke Sprungfähigkeit. Er hat einen vierfachen Salchow im Wettbewerb gestanden und beherrschte einen konstanten vierfachen Toeloop. Beim Cup of Russia 2006 landete Joubert drei vierfache Sprünge in seiner Kür. Joubert sagte 2006 in einem Interview, dass er Vierfachsprünge als wichtig für die Zukunft des Eiskunstlaufs als Sportart betrachte. Wie auch Jewgeni Pljuschtschenko kritisierte Joubert 2005 das kurz zuvor neu eingeführte Bewertungssystem, den Code of Points, dafür, dass Vierfachsprünge nicht genügend gewürdigt werden.
Laut der japanischen TV-Sendung „Miracle Body“ ist Jouberts Bauchmuskel sehr stark, sodass er bei der Umdrehung keine Zentrifugalkraft verliert. Ein Sportwissenschaftler an der Universität von Poitiers bemerkte, dass Joubert im bestmöglichen Winkel für Vierfachsprünge abspringt.
Joubert wurde für die geringe Vielfalt seiner Pirouetten kritisiert, hat sich aber diesbezüglich verbessert, seitdem er seit 2005 mit der Schweizerin Lucinda Ruh zusammenarbeitete.
Joubert bevorzugt einen maskulinen Laufstil in der Tradition von Elvis Stojko und Alexei Jagudin.

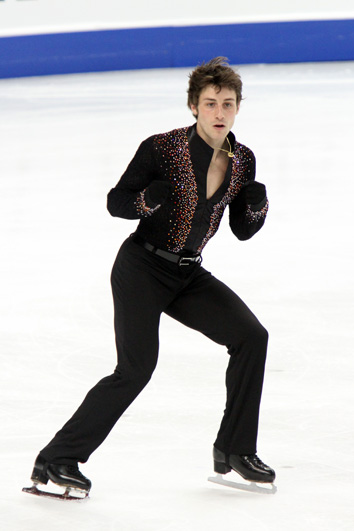
Joubert bei der Weltmeisterschaft 2010

## Ergebnisse
| Meisterschaft/Jahr           | 2000  | 2001  | 2002  | 2003  | 2004  | 2005  | 2006  | 2007  | 2008  | 2009  | 2010  | 2011  | 2012  | 2013  | 2014  |
| ---------------------------- | ----- | ----- | ----- | ----- | ----- | ----- | ----- | ----- | ----- | ----- | ----- | ----- | ----- | ----- | ----- |
| Olympische Winterspiele      |       |       | 14.   |       |       |       | 6.    |       |       |       | 16.   |       |       |       | 13.   |
| Weltmeisterschaften          |       |       | 13.   | 6.    | 2.    | 6.    | 2.    | 1.    | 2.    | 3.    | 3.    | 8.    | 4.    | 9.    |       |
| Europameisterschaften        |       |       | 3.    | 2.    | 1.    | 2.    | 3.    | 1.    | 3.    | 1.    | 3.    | 2.    | 8.    | 4.    | 8.    |
| World Team Trophy            |       |       |       |       |       |       |       |       |       | 4.    |       |       | 4.    | 6.    |       |
| Juniorenweltmeisterschaften  | 15.   |       |       |       |       |       |       |       |       |       |       |       |       |       |       |
| Französische Meisterschaften | 10.   | 14.   | 3.    | 1.    | 1.    | 1.    | 1.    | 1.    | 1.    |       |       | 1.    | 1.    |       | 2.    |
| -                            |       |       |       |       |       |       |       |       |       |       |       |       |       |       |       |
| Grand-Prix-Wettbewerb/Saison | 99/00 | 00/01 | 01/02 | 02/03 | 03/04 | 04/05 | 05/06 | 06/07 | 07/08 | 08/09 | 09/10 | 10/11 | 11/12 | 12/13 | 13/14 |
| Grand-Prix-Finale            |       |       |       | 3.    |       | 5.    |       | 1.    |       | Z     |       |       |       |       |       |
| Skate America                |       |       | 9.    | 1.    |       | 1.    | 3.    |       |       |       |       |       |       |       |       |
| Skate Canada                 |       |       |       |       |       |       |       |       | 1.    |       |       |       |       |       |       |
| Trophée Eric Bompard         |       |       |       | 5.    | 4.    | 2.    | 2.    | 1.    | Z     | 4.    | 4.    | Z     |       | 4.    |       |
| Cup of Russia                |       |       |       |       |       |       |       | 1.    |       | 1.    |       |       |       |       |       |
| NHK Trophy                   |       |       |       |       | 4.    |       |       |       |       |       | 1.    |       |       |       |       |
| Cup of China                 |       |       |       |       | 2.    |       |       |       |       |       |       | 4.    |       | Z     |       |

Z = Zurückgezogen
Andere Wettbewerbe:
- Saison 2002/2003: 3. Rang bei Masters in Brest
- Saison 2003/2004: 1. Rang bei Masters in Colmar
- Saison 2004/2005: 2. Rang bei Campbell International Figure Skating
- Saison 2004/2005: 3. Rang bei Marshalls World Cup of Figure Skating
- Saison 2005/2006: 1. Rang bei Masters in Reims
- Saison 2005/2006: 1. Rang bei Championnats de France Elite in Besançon
- Saison 2007/2008: 1. Rang beim Masters in Courbevoie

## Programme
| Saison    | Kurzprogramm                                                                     | Kür | Schaulaufen |
| --------- | -------------------------------------------------------------------------------- | --- | --- |
| 2012–2013 | Genesis von Justice (französische Band) Aerodynamic von Daft Punk                | Gladiator Soundtrack von Hans Zimmer | Rise (Leave me Alone) von Safri Duo S.O.S. d’un terrien en détresse von Grégory Lemarchal Cancion Sefaradi von Luc Arbogast Words are flying out von Stéphane Lafrance                                                              |
| 2011–2012 | Genesis von Justice (französische Band) Choreografie von David Wilson            | Clubbed to Death von Rob Dougan aus The Matrix Soundtrack von Don Davis | Little Love von AaRON L’assasymphonie aus Mozart, l’opéra rock von Florent Mothe S.O.S. d’un terrien en détresse von Grégory Lemarchal Ça ira mon amour aus 1789, les amants de la Bastille An freij de an neo era von Luc Arbogast |
| 2010–2011 | Once Upon a Time in Mexico von Robert Rodriguez Choreografie von Antonio Najarro | 9. Sinfonie von Ludwig van Beethoven Choreografie von David Wilson | Sandstorm von Darude Aerodynamic von Daft Punk Little Love von AaRON C’est bientôt la fin aus Mozart, l’opéra rock von Various Artists I Gotta Feeling von The Black Eyed Peas                                                      |
| 2009–2010 | Rise (Leave me Alone) von Safri Duo                                              | Ancient Lands von Ronan Hardiman arrangiert von Maxime Rodriguez | Infinity 2008 von Guru Josh Project Le Patineur von Julien Clerc Merci von Grégoire L’assasymphonie aus Mozart, l’opéra rock von Florent Mothe Sandstorm von Darude                                                                 |
| 2008–2009 | Rise (Leave me Alone) von Safri Duo                                              | Der letzte Mohikaner Soundtrack von Randy Edelman, Trevor Jones und Daniel Lanois The Matrix Reloaded Soundtrack von Don Davis Requiem for a Dream Soundtrack von Clint Mansell | Hallelujah von Rufus Wainwright Sandstorm von Darude Madeleine von Jacques Brel I’m yours von Jason Mraz |
| 2007–2008 | All For You von Sébastien Damiani                                                | Enter Sandman Nothing Else Matters Creeping Death Unforgiven von Apocalyptica O Verona aus Romeo and Juliet Soundtrack von Nellee Hooper, Craig Armstrong und Marius De Vries   | Clocks von Coldplay Rise (Leave me alone) von Safri Duo Le Patineur von Lââm |
| 2006–2007 | Die Another Day James Bond Soundtrack von David Arnold                           | Enter Sandman Nothing Else Matters Creeping Death Unforgiven von Apocalyptica O Verona aus Romeo and Juliet Soundtrack by Nellee Hooper, Craig Armstrong und Marius De Vries    | You Are Loved (Don’t Give Up) by Josh Groban Rise (Leave me Alone) by Safri Duo Tu aurais du me dire by Tina Arena Armonia by Sébastien Damiani Elvis Medley Love Is All by Roger Glover                                            |
| 2005–2006 | Die Another Day James Bond Soundtrack von David Arnold                           | Lord of the Dance von Ronan Hardiman Clubbed to Death von Rob Dougan aus The Matrix Soundtrack von Don Davis                                                                    | Daft Punk Medley Tant qu’on rêve encore aus Le Roi Soleil von Various Artists |
| 2004–2005 | Music Selection von Blue Men Group                                               | 1492: Conquest of Paradise Soundtrack von Vangelis | Lord of the Dance von Ronan HardimanCaruso von Andrea Bocelli |
| 2003–2004 | Time von Pink Floyd                                                              | Clubbed to Death von Rob Dougan aus The Matrix Soundtrack von Don Davis | J’ai Demande a La Lune von Indochine Love’s Divine von Seal Lettre à France von Michel Polnareff Ces soirees von Yannick On se retrouvera von Francis Lalanne                                                                       |
| 2002–2003 | Time von Pink Floyd                                                              | The Untouchables Soundtrack von Nelson Riddle und Ennio Morricone | Le Lacs du Conemara von Michel Sardou S.O.S. D’un Terrien En Detresse von Starmania von Daniel BalavoineQuelques Cris? von Johnny HallydayMa Gueule von Johnny Hallyday Nos Différences von Ève Angeli                              |
| 2001–2002 | The Mexican Hat                                                                  | Mission Soundtrack von Ennio Morricone und dem London Philharmony Orchestra | L’aigle noir von Florent PagnyDie vier Jahreszeiten von Antonio Vivaldi |
| 2000–2001 |                                                                                  | Excalibur Soundtrack von Trevor Jones | |